# Fußball- und Sportverein Zwickau 2020-2021
Questa voce raccoglie le informazioni riguardanti il Fußball- und Sportverein Zwickau nelle competizioni ufficiali della stagione 2020-2021.

## Stagione
Nella stagione 2020-2021 il Zwickau, allenato da Joe Enochs, concluse il campionato di 3. Liga al 10º posto.

## Rosa
| N. |                     | Ruolo | Calciatore        |
| -- | ------------------- | ----- | ----------------- |
| 1  | Germania (bandiera) | P     | Johannes Brinkies |
| 2  | Canada (bandiera)   | D     | Marcus Godinho    |
| 3  | Germania (bandiera) | D     | Bastian Strietzel |
| 4  | Germania (bandiera) | D     | Tim Birkner       |
| 4  | Turchia (bandiera)  | D     | Ali Odabas        |
| 5  | Germania (bandiera) | D     | Maurice Hehne     |
| 6  | Croazia (bandiera)  | D     | Jozo Stanić       |
| 7  | Germania (bandiera) | A     | Felix Drinkuth    |
| 8  | Germania (bandiera) | C     | Leon Jensen       |
| 9  | Germania (bandiera) | A     | Lars Lokotsch     |
| 10 | Namibia (bandiera)  | C     | Manfred Starke    |
| 11 | Germania (bandiera) | A     | Dustin Willms     |
| 13 | Germania (bandiera) | C     | Mike Könnecke     |

| N. |                     | Ruolo | Calciatore         |
| -- | ------------------- | ----- | ------------------ |
| 15 | Germania (bandiera) | A     | Ronny König        |
| 17 | Germania (bandiera) | D     | Morris Schröter    |
| 18 | Germania (bandiera) | C     | Maximilian Wolfram |
| 19 | Germania (bandiera) | D     | Davy Frick         |
| 21 | Germania (bandiera) | D     | Marco Schikora     |
| 22 | Germania (bandiera) | D     | Can Coskun         |
| 23 | Germania (bandiera) | C     | Marius Hauptmann   |
| 25 | Germania (bandiera) | D     | Steffen Nkansah    |
| 26 | Germania (bandiera) | P     | Max Sprang         |
| 27 | Germania (bandiera) | C     | Yannik Möker       |
| 28 | Germania (bandiera) | C     | Nils Miatke        |
| 29 | Germania (bandiera) | P     | Matti Kamenz       |
| 30 | Germania (bandiera) | C     | Julius Reinhardt   |

## Organigramma societario
Area tecnica
- Allenatore: Joe Enochs
- Allenatore in seconda: Robin Lenk
- Preparatore dei portieri: Steffen Süßner
- Preparatori atletici: Christoph Rezler

## Calciomercato

### Sessione estiva
| Acquisti | Acquisti           | Acquisti          | Acquisti |
| R.       | Nome               | da                | Modalità |
| -------- | ------------------ | ----------------- | -------- |
| C        | Maximilian Wolfram | Ingolstadt 04     |          |
| C        | Manfred Starke     | Kaiserslautern    |          |
| D        | Jozo Stanić        | Augusta           |          |
| D        | Marco Schikora     | Kickers Offenbach |          |
| C        | Yannik Möker       | Wolfsburg II      |          |
| D        | Bastian Strietzel  | Meuselwitz        |          |
| A        | Dustin Willms      | F. Düsseldorf II  |          |
| A        | Felix Drinkuth     | Paderborn         |          |

| Cessioni | Cessioni         | Cessioni          | Cessioni |
| R.       | Nome             | a                 | Modalità |
| -------- | ---------------- | ----------------- | -------- |
| C        | Janik Mäder      | Energie Cottbus   |          |
| A        | Denis Jäpel      | Lokomotive Lipsia |          |
| C        | Christian Bickel | Chemnitz          |          |
| D        | René Lange       | Carl Zeiss Jena   |          |
| C        | Fabio Viteritti  | Wacker Innsbruck  |          |
| D        | Sascha Härtel    | Erzgebirge Aue    |          |
| A        | Elias Huth       | Kaiserslautern    |          |
| A        | Johannes Dörfler | Paderborn         |          |
| P        | Marius Kuhl      | VfB Auerbach      |          |

### Sessione invernale
| Acquisti | Acquisti | Acquisti | Acquisti |
| R.       | Nome     | da       | Modalità |
| -------- | -------- | -------- | -------- |

| Cessioni | Cessioni       | Cessioni        | Cessioni |
| R.       | Nome           | a               | Modalità |
| -------- | -------------- | --------------- | -------- |
| A        | Gerrit Wegkamp | Preußen Münster |          |

## Risultati

### 3. Liga

#### Girone di andata
| Arbitro: | Lechner |

|                         |           |                        |
| Drinkuth 37’ Starke 88’ | Marcatori | 67’ (rig.) Stroh-Engel |

| Arbitro: | Heft |

|             |           |           |
| Mickels 74’ | Marcatori | 67’ König |

| Arbitro: | Erbst |

|          |           |                        |
| König 9’ | Marcatori | 1’ Mölders 62’ Dressel |

| Arbitro: | Bokop |

|  |           |                       |
|  | Marcatori | 39’ Wolfram 57’ König |

| Arbitro: | Schultes |

|                   |           |                      |
| Velkov 16’ (aut.) | Marcatori | 30’ Pusch 40’ Kiprit |

| Arbitro: | Sather |

|            |           |                        |
| Hosiner 2’ | Marcatori | 4’ Schikora 30’ Jensen |

| Arbitro: | Greif |

|  |           |             |
|  | Marcatori | 70’ Sararer |

| Arbitro: | Benen |

|                    |           |           |
| Könnecke 2’ (aut.) | Marcatori | 49’ König |

| Arbitro: | Haslberger |

|              |           |                            |
| Schikora 77’ | Marcatori | 56’ (rig.) Pourié 86’ Zuck |

| Arbitro: | Braun |

|                                     |           |            |
| Korte 7’ Chato 15’ Tietz 83’ (rig.) | Marcatori | 16’ Willms |

| Zwickau 21 novembre 2020, ore 14:00 CET 11ª giornata | Zwickau | 0 – 0 referto | Waldhof Mannheim | GGZ Arena (0 spett.)\| Arbitro: \| Burda \| |
| Arbitro:                                             | Burda   |               |                  |                                             |

| Arbitro: | Bauer |

|                   |           |                     |
| Thiele 87’ (rig.) | Marcatori | 90’ (rig.) Schröter |

| Arbitro: | Koslowski |

|  |           |            |
|  | Marcatori | 72’ Müller |

| Arbitro: | Erbst |

|                                                 |           |                           |
| Waidner 12’ Frick 14’ (aut.) Nkansah 73’ (aut.) | Marcatori | 45’ Schikora 59’ Schröter |

| Arbitro: | Bacher |

|  |           |                            |
|  | Marcatori | 37’ Eckert-Ayensa 60’ Kaya |

| Arbitro: | Braun |

|                 |           |                   |
| Al-Hazaimeh 90’ | Marcatori | 50’, 68’ Schröter |

| Arbitro: | Burda |

|  |           |                                 |
|  | Marcatori | 16’ Omladič 49’ (aut.) Schikora |

| Arbitro: | Lechner |

|                      |           |               |
| König 64’ Starke 84’ | Marcatori | 35’ Deichmann |

| Arbitro: | Stegemann |

|             |           |                               |
| Uaferro 84’ | Marcatori | 51’ (rig.) Schröter 77’ König |

#### Girone di ritorno
| Arbitro: | Erbst |

|              |           |                        |
| Hufnagel 40’ | Marcatori | 4’ Willms 63’ Schröter |

| Arbitro: | Schultes |

|                              |           |             |
| Nkansah 4’ Schröter 35’, 41’ | Marcatori | 56’ Hettwer |

| Arbitro: | Hanslbauer |

|  |           |              |
|  | Marcatori | 65’ Schröter |

| Arbitro: | Greif |

|                      |           |                          |
| König 19’ Starke 28’ | Marcatori | 10’ Manu 53’ (rig.) Boyd |

| Arbitro: | Müller |

|              |           |          |
| Grimaldi 27’ | Marcatori | 1’ König |

| Arbitro: | Kessel |

|  |           |                              |
|  | Marcatori | 38’ Sohm 45’ (rig.) Daferner |

| Arbitro: | Osmanagic |

|             |           |            |
| Sararer 90’ | Marcatori | 88’ Starke |

| Arbitro: | Haslberger |

|                                  |           |  |
| Miatke 1’ König 27’ Drinkuth 64’ | Marcatori |  |

| Arbitro: | Hanslbauer |

|                                 |           |                       |
| Hercher 64’ Brinkies 71’ (aut.) | Marcatori | 60’ Starke 90’ Stanić |

| Arbitro: | Heft |

|                           |           |                |
| Schikora 53’ Schröter 86’ | Marcatori | 45’ Hollerbach |

| Arbitro: | Bauer |

|             |           |  |
| Boyamba 55’ | Marcatori |  |

| Arbitro: | Schwengers |

|              |           |                       |
| Lokotsch 90’ | Marcatori | 61’ Fritz 69’ Schultz |

| Magdeburgo 17 aprile 2021, ore 14:00 CEST 32ª giornata | Magdeburgo | 0 – 0 referto | Zwickau | MDCC-Arena (0 spett.)\| Arbitro: \| Glaser \| |
| Arbitro:                                               | Glaser     |               |         |                                               |

| Arbitro: | Haslberger |

|             |           |           |
| Nkansah 90’ | Marcatori | 35’ Singh |

| Arbitro: | Schmidt |

|                                                 |           |                         |
| Paulsen 5’ Bilbija 47’ Eckert-Ayensa 75’ (rig.) | Marcatori | 12’ König 57’ Hauptmann |

| Zwickau 5 maggio 2021, ore 19:00 CEST 35ª giornata | Zwickau | 0 – 0 referto | Meppen | GGZ Arena (0 spett.)\| Arbitro: \| Kessel \| |
| Arbitro:                                           | Kessel  |               |        |                                              |

| Rostock 8 maggio 2021, ore 14:00 CEST 36ª giornata | Hansa Rostock | 0 – 0 referto | Zwickau | Ostseestadion (0 spett.)\| Arbitro: \| Ittrich \| |
| Arbitro:                                           | Ittrich       |               |         |                                                   |

| Arbitro: | Benen |

|               |           |                          |
| Deichmann 37’ | Marcatori | 4’ Lokotsch 76’ Drinkuth |

| Arbitro: | Burda |

|                         |           |  |
| Jensen 24’ Lokotsch 76’ | Marcatori |  |

## Statistiche

### Statistiche di squadra
| Competizione | Punti | In casa | In casa | In casa | In casa | In casa | In casa | In trasferta | In trasferta | In trasferta | In trasferta | In trasferta | In trasferta | Totale | Totale | Totale | Totale | Totale | Totale | DR |
| Competizione | Punti | G       | V       | N       | P       | Gf      | Gs      | G            | V            | N            | P            | Gf           | Gs           | G      | V      | N      | P      | Gf     | Gs     | DR |
| ------------ | ----- | ------- | ------- | ------- | ------- | ------- | ------- | ------------ | ------------ | ------------ | ------------ | ------------ | ------------ | ------ | ------ | ------ | ------ | ------ | ------ | -- |
| 3. Liga      | 51    | 19      | 6       | 4       | 9       | 21      | 23      | 19           | 7            | 8            | 4            | 25           | 22           | 38     | 13     | 12     | 13     | 46     | 45     | +1 |
| Totale       | 51    | 19      | 6       | 4       | 9       | 21      | 23      | 19           | 7            | 8            | 4            | 25           | 22           | 38     | 13     | 12     | 13     | 46     | 45     | +1 |

### Andamento in campionato
| Giornata  | 1 | 2 | 3 | 4 | 5  | 6 | 7 | 8  | 9  | 10 | 11 | 12 | 13 | 14 | 15 | 16 | 17 | 18 | 19 | 20 | 21 | 22 | 23 | 24 | 25 | 26 | 27 | 28 | 29 | 30 | 31 | 32 | 33 | 34 | 35 | 36 | 37 | 38 |
| --------- | - | - | - | - | -- | - | - | -- | -- | -- | -- | -- | -- | -- | -- | -- | -- | -- | -- | -- | -- | -- | -- | -- | -- | -- | -- | -- | -- | -- | -- | -- | -- | -- | -- | -- | -- | -- |
| Luogo     | C | T | C | T | C  | T | C | T  | C  | T  | C  | T  | C  | T  | C  | T  | C  | C  | T  | T  | C  | T  | C  | T  | C  | T  | C  | T  | C  | T  | C  | T  | C  | T  | C  | T  | T  | C  |
| Risultato | V | N | P | V | P  | V | P | N  | P  | P  | N  | N  | P  | P  | P  | V  | P  | V  | V  | V  | V  | V  | N  | N  | P  | N  | V  | N  | V  | P  | P  | N  | N  | P  | N  | N  | V  | V  |
| Posizione | 4 | 7 | 9 | 5 | 10 | 6 | 9 | 12 | 12 | 13 | 14 | 14 | 15 | 16 | 20 | 16 | 19 | 16 | 13 | 12 | 11 | 10 | 10 | 10 | 10 | 11 | 9  | 9  | 8  | 9  | 10 | 10 | 10 | 11 | 13 | 13 | 12 | 10 |

Legenda:

Luogo: C = Casa; T = Trasferta. Risultato: V = Vittoria; N = Pareggio; P = Sconfitta.

### Statistiche dei giocatori
| T. Birkner   | 0  | 0  | 0 | 0 |
| J. Brinkies  | 37 | 0  | 1 | 0 |
| C. Coskun    | 32 | 0  | 4 | 0 |
| F. Drinkuth  | 29 | 3  | 4 | 0 |
| D. Frick     | 36 | 0  | 9 | 1 |
| M. Godinho   | 5  | 0  | 2 | 0 |
| M. Hauptmann | 12 | 1  | 1 | 0 |
| M. Hehne     | 11 | 0  | 3 | 1 |
| L. Jensen    | 27 | 2  | 7 | 0 |
| M. Kamenz    | 2  | 0  | 0 | 0 |
| R. König     | 38 | 10 | 4 | 0 |
| M. Könnecke  | 28 | 0  | 5 | 0 |
| L. Lokotsch  | 18 | 3  | 0 | 0 |
| N. Miatke    | 15 | 1  | 1 | 1 |
| Y. Möker     | 18 | 0  | 2 | 0 |
| S. Nkansah   | 27 | 2  | 3 | 0 |
| A. Odabas    | 2  | 0  | 0 | 0 |
| J. Reinhardt | 20 | 0  | 4 | 0 |
| M. Schikora  | 32 | 4  | 5 | 0 |
| M. Schröter  | 36 | 10 | 3 | 0 |
| M. Sprang    | 0  | 0  | 0 | 0 |
| J. Stanić    | 36 | 1  | 6 | 0 |
| M. Starke    | 33 | 5  | 5 | 0 |
| B. Strietzel | 8  | 0  | 0 | 0 |
| G. Wegkamp   | 6  | 0  | 0 | 0 |
| D. Willms    | 28 | 2  | 6 | 0 |
| M. Wolfram   | 22 | 1  | 3 | 0 |